# Małżeństwo to prywatna sprawa
Małżeństwo to prywatna sprawa (ang. Marriage Is a Private Affair) – amerykańska komedia wojenna z 1944 roku w reżyserii Roberta Z. Leonarda.

## Fabuła
Theo miała wielu chłopaków, którzy chcieli ją poślubić. Jej matka, pani Selworth, była zamężna wiele razy co powoduje, że Theo obawia się zaangażowania uczuciowego. W końcu Theo wychodzi za mąż za żołnierza z którym ma dziecko. Nie może jednak odnaleźć się w nowej sytuacji życiowej.

## Obsada
- Lana Turner – Theo Scofield West
- James Craig – Miles Lancing
- John Hodiak – Tom Cochrane West
- Frances Gifford - Sissy Mortimer
- Hugh Marlowe - Joseph I. Murdock
- Natalie Schafer - pani Irene Selworth
- Keenan Wynn - major Bob Wilton
- Herbert Rudley - Ted Mortimer